# ウニコ・ヴィルヘルム・ファン・ヴァッセナール

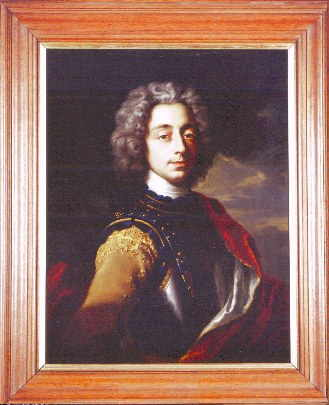
ファン・ヴァッセナール伯爵

ユニコ・ヴィルヘルム・ファン・ヴァッセナール・オブダム伯爵（Unico Wilhelm rijksgraaf van Wassenaer Obdam, 1692年11月2日、ネーデルラント連邦共和国デルデンDelden - 1766年11月9日、デン・ハーグ）は、オランダの貴族・アマチュア作曲家。その作品《コンチェルト・アルモニコ》は、最近まで誤ってジョヴァンニ・ペルゴレージ作曲と伝えられてきた。

## 生涯
オランダの軍人ヤコブ・ファン・ヴァッセナール・オブダム（Jacob van Wassenaer Obdam）の子としてデルデンのトヴィッケル城 (Twickel Castle) で生まれた。同名の祖父ヤコブ・ファン・ヴァッセナール・オブダム（Jacob van Wassenaer Obdam）も軍人で八十年戦争、英蘭戦争を戦い抜いた。
15歳のときから2年間、父についてデュッセルドルフのヨハン・ヴィルヘルムの宮廷で過ごしたが、ここでは音楽文化が盛んだった。1709年に帰国した後は当時のネーデルラント連邦共和国の首都だったデン・ハーグに住み、ライデン大学で法学を学んだ。彼がどのように音楽を学んだかはよくわかっていない。1714年に父が没するとトヴィッケルの領地を継承し、その後ヨーロッパ各地を歴訪した。
1723年に貴族の女性と結婚し、3人の子をもうけた。彼はデン・ハーグに住んで共和国の外交官として高い地位を得た。1745年から1766年に没するまで夫妻はクヌーテルダイクの邸宅 (Kneuterdijk Palace) に住んだ。

## コンチェルト・アルモニコ

### 作者に関する諸説
ファン・ヴァッセナールは1725年から1740年の間に6曲の『コンチェルト・アルモニコ』（複数形：コンチェルティ・アルモニチ Concerti armonici）を作曲した。イタリア人ヴァイオリニストのカルロ・リッチョッティ（Carlo Ricciotti、1681年 - 1756年）が作品を出版しようとしたとき、ファン・ヴァッセナールは最初は拒絶したが、最終的に自分の名前を載せないという条件で出版を許可した。結局この作品は1740年に作者名を載せずにリッチョッティによって出版されたので、当初はリッチョッティが作曲者と見なされた。
19世紀にポーランドの作曲家フランソワ・レッセル（Franciszek Lessel）によって、このコンチェルトはペルゴレージ作曲であるとされた。それというのも、イタリア様式のコンチェルトで、ヴェネツィア楽派の三楽章コンチェルトではなく、ローマ楽派に典型的な四楽章コンチェルトで構成されており、ピエトロ・ロカテッリなどの比較になるからというのであった。
しかしながら1979年に、《コンチェルト・アルモニコ》の6曲の自筆譜がトヴィッケル城（Twickel）の公文書館で発見された。トヴィッケル城はファン・ヴァッセナール伯爵の生地である。タイトルには「'Concerti Armonici'」の表記があった。その筆跡はヴァッセナール本人のものではなかったものの、自筆でフランス語による前書き（「リッチョッティ氏によって出版された拙作の譜面"Partition de mes concerts gravez par le Sr. Ricciotti" 」）が書かれてあった。その後アルベルト・デュニング（Albert Dunning）の調査によって、《コンチェルト・アルモニコ》が間違いなくファン・ヴァッセナールの作品であることが明らかにされた。
イーゴリ・ストラヴィンスキーがペルゴレージ作品をもとに作曲したバレエ音楽『プルチネルラ』中の「タランテラ」はコンチェルト・アルモニコ第2番の終楽章(Allegro moderato)を使用している。当時この曲はペルゴレージ作曲と考えられていた。

### 音楽
ヴァイオリン4部、ヴィオラ、チェロ、通奏低音による協奏曲集。コンチェルトと呼ばれているものの、コンチェルティーノとリピエーノの区別がなく、はっきり独立した独奏部分が存在しない。
各協奏曲は緩-急-緩-急の4楽章からなる（第6番のみは3楽章だが第2楽章が急緩2つの部分からなる）。1740年、リッチョッティによって出版。番号はデュニングの出版した自筆版により、カッコ内にそれ以前の伝統的番号を記す。
- 第1番　ト長調
Grave - Allegro - Un poco andante - Allegro
- 第2番（第6番）　変ロ長調
Andante - Presto: da cappella - Adagio affettuoso - Allegro moderato
- 第3番　イ長調
Grave sostenuto - Da cappella - Largo andante - Vivace
- 第4番（第2番）　ト長調
Largo - Da cappella (non presto) - Largo affettuoso - Allegro
- 第5番（第4番）　ヘ短調
Adagio: Largo - Da cappella - Con sordini - A tempo giusto
- 第6番（第5番）　変ホ長調
Affettuoso - Presto: Largo - Vivace

## 他の作品
『コンチェルト・アルモニコ』以外には、1713-1715年の間に作曲されたリコーダーと通奏低音のための3曲のソナタ、および作曲年不明のモテット「主を褒めたたえよ (Laudate Dominum in Sanctis Ejus)」のみが知られる。